# Coupe des Fidji de football
La Coupe des Fidji de football est une compétition annuelle de football regroupant l'ensemble des clubs fidjiens. Elle est disputée chaque année depuis 1991.

## Palmarès
- 1991 : Ba FC 1-0 Labasa FC
- 1992 : Labasa FC 1-0 Nadroga FC
- 1993 : Nadroga FC2-0 Tavua FC
- 1994 : Tavua FC 1-0 Suva FC
- 1995 : Suva FC 4-0 Labasa FC
- 1996 : Nadi FC 4-0 Lautoka FC
- 1997 : Ba FC 0-0 Labasa FC (titre partagé)
- 1998 : Ba FC 3-0 Nadi FC
- 1999 : Labasa FC 2-1 Lautoka FC
- 2000 : Lautoka FC 2-0 Nadroga FC
- 2001 : Nadroga FC 1-1 (tab 7-6)  Labasa FC
- 2002 : Lautoka FC 1-1 (tab 3-2) Nasinu FC
- 2003 : Navua FC 1-0 ap Rewa FC
- 2004 : Ba FC 2-0 Navua FC
- 2005 : Ba FC 1-0 Nadi FC
- 2006 : Ba FC 3-0 Labasa FC
- 2007 : Ba FC 1-0 Labasa FC
- 2008 : Navua FC 1-0 Labasa FC
- 2009 : Navua FC 2-1 ap Lautoka FC
- 2010 : Ba FC 1-0 Navua FC
- 2011 : Rewa FC 1-0 Labasa FC
- 2012 : Suva FC 1-0 Ba FC
- 2013 : Nadi FC 3-1 Ba FC
- 2014 : Nadi FC 1-0 ap Suva FC
- 2015 : Labasa FC 2-0 Rewa FC
- 2016 : Nadi FC 0-0 (tab 3-0) Suva FC
- 2017 : Rewa FC 1-0 Nadi FC
- 2018 : Rewa FC 0-0 (tab 5-3) Labasa FC
- 2019 : Nadi FC 2-1 Suva FC
- 2020 : Suva FC 1-0 Nadi FC
- 2021 : non disputé
- 2022 : Suva FC 2-0 Labasa FC
- 2023 : Lautoka FC 2-1 a.p. Rewa FC
- 2024 : Lautoka FC 1-0 Navua FC